# Heiko Niere
Heiko Niere (* 17. Januar 1966 in Nordhorn) ist ein ehemaliger deutscher Eishockeyspieler, der in der jeweils zweithöchsten deutschen Spielklasse für den Heilbronner EC und den GEC Nordhorn spielte. Aktuell ist er Nachwuchstrainer beim REV Bremerhaven.

## Spielerkarriere
Der 1,74 m große Stürmer stand zunächst beim Heilbronner EC in der Eishockey-Oberliga auf dem Eis und stieg mit der Mannschaft schließlich 1987 in die 2. Bundesliga auf. In sechs Jahren, nur unterbrochen durch ein einjähriges Engagement beim EHC Klostersee 1989/90, absolvierte Niere insgesamt 257 Liga-Einsätze für die Unterländern und belegt damit noch heute den vierten Platz in der Rekordspielerliste des Vereins. Zudem ist er in den Top 5 der erfolgreichsten Torschützen des HEC vertreten. 1995 wechselte der Angreifer in die drittklassige „2. Liga“ zum Adendorfer EC, deren Trikot er die nächsten zwei Jahre trug.
1997 unterschrieb Heiko Niere einen Vertrag beim Zweitligisten GEC Nordhorn. Auch nach dem Konkurs der Profimannschaft in der Saison 1999/00 und der daraus resultierenden Zurückstufung in den Amateurbereich gehörte der Offensivspieler dem Kader des neugegründeten EC Euregio Nordhorn an und beendete seine Karriere zunächst im Jahr 2001 in der Regionalliga. In der Saison 2004/05 kehrte er allerdings nochmals in den Kader der Nordhorner zurück. Ebenso bestritt er für den Eishockeyclub Nordhorn in der Saison 2015/16 einige Spiele als Spieler-Trainer.
Als Trainer der Nordhorner gewann er 2016 den Titel in der Landesliga Niedersachsen. In der Saison 2016/2017 konnte Heiko Niere den Meistertitel in der Verbandsliga Nord feiern. Seit 2019 ist er Nachwuchstrainer beim REV Bremerhaven.

## Statistik 2. Bundesliga
inklusive „1. Liga“ (1994–1998) und „Bundesliga“ (1998–1999)